# Eusthenomus laceyi
Eusthenomus laceyi är en skalbaggsart som beskrevs av Lane 1970. Eusthenomus laceyi ingår i släktet Eusthenomus och familjen långhorningar. Inga underarter finns listade i Catalogue of Life.